# Knut Alm
Knut Alm (Knut Emil Willehard Alm; * 5. März 1889 in Huddinge; † 3. Juni 1969 in Bromma) war ein schwedischer Langstreckenläufer.
Bei den Olympischen Spielen 1920 kam er im Crosslauf auf den 30. Platz.